# Корф, Андрей Олегович
Андре́й Оле́гович Корф (настоящая фамилия Найманов; род. 29 февраля 1964, Харьков) — российский поэт, прозаик и автор-исполнитель песен.

## Биография
Лауреат 37 Грушинского фестиваля и фестиваля «Петербургский аккорд-2010», Московского городского конкурса авторской песни — 2012 и других фестивалей и конкурсов авторской песни.
Выпускник 2-го Московского медицинского института, по специальности — педиатр. Согласно автобиографии,

Отдал дань неформальному образу жизни. Хипповал, путешествовал автостопом, объехал Адриатику с гитарой (пел на улицах). Остепенился, занимался рекламным бизнесом, создал успешную фирму. Закончился и этот период — самоутвердился и бросил.

В 1987 г. стихи Корфа вошли в самиздатский альманах «Этап» (с участием также Ивана Ахметьева, Михаила Файнермана, Александра Макарова-Кроткова), затем были перепечатаны в Париже альманахом «Мулета». По материалам этой публикации стихи Корфа вошли в антологию «Самиздат века». Хайку Корфа публиковались также в первом выпуске первого российского альманаха поэзии хайку «Тритон» (2000).
Эротические рассказы Корфа, объединённые в цикл «Сто осколков одного чувства», были в 1998 г. номинированы на сетевой литературный конкурс «Тенёта» (заняв 3-е место в номинации «Личная литературная страница») и вызвали одобрительный отзыв члена жюри Дмитрия Кузьмина. В следующем году эти рассказы вышли отдельным изданием (СПб.: Б. К. С., 1999; переиздания: СПб.: Продолжение жизни, 2003, аудиокнига М.: Вира-М, 2008), презентация которого прошла в литературном клубе Кузьмина «Авторник»; по сообщению газеты «Литературная жизнь Москвы»,

Цикл представляет собой своеобразный каталог способов говорения о любовной и сексуальной сфере: каждый текст предъявляет другой стилевой регистр, другую конфигурацию (всегда малочисленных) персонажей — от группки московских бомжей до пары молодых дворян времен гражданской войны, попавших в расположение банды; в большинстве случаев (кроме разве что самых далеких и неактуальных с точки зрения современности) Корфу удается быть убедительным и на языковом, и на сюжетном уровне.

С 1988 (по другим сведениям — с 1990) года пишет песни на свои стихи. Автор неопубликованного киносценария «Однажды в России» и пьесы «Порт пяти морей».

## Альбомы
- 1989 В стране очередей
- 1989 Вот так и живём
- 1989 Гулливер в Городе Снов
- 1990 Иванушка
- 1990 Пучок придорожной травы
- 1991 Алёнушка
- 1991 В Городе Снов
- 1991 Под капельницей льда
- 1998 Ложь
- 1999 Платонический шкаф
- 2005 Нет печали в Порт Рояле
- 2008 Век Иконок
- 2009 Стрекоза
- 2009 Сказки старого башмака
- 2010—2011 Прямая речь